# Абделфатах Јунис
Абделфатах Јунис (арап. عبد الفتاح يونس; Либија, 1944 — Бенгази, Либија, 28. јул 2011) био је либијски генерал и политичар.
Обављао је дужност секретара Општег народног комитета за јавну безбједност. Током Рата у Либији (2011) придружио се побуњеницима и постао њихов главнокомандујући.

## Каријера
Абделфатах Јунис је био либијски војни официр. Имао је чин генерала и био је секретар Општег народног комитета за јавну безбједност. Дана 22. фебруара 2011, почетком Рата у Либији (2011), поднио је поставку и придружио се побуњеницима. До тада је сматран за најближег сарадника либијског вође Муамера ел Гадафија. Након преласка на страну побуњеника, постао је њихов главнокомандујући.

## Смрт
Дана 28. јула 2011, побуњенички Прелазни национални савјет је саопштио да је генерал Абделфатах Јунис убијен, док је нешто раније објављено да је ухапшен због сумњи да је тајно сарађивао са либијском војском. Министар побуњеничког Прелазног националног савјета Али Тархуни саопштио је да је генерала Јуниса убио Ибн Џарах, припадник милитантне муслиманске организације Обаида која се бори уз побуњенике. Неки извори из реда побуњеника тврде да су Јунис и његова два сарадника убијени за вријеме испитивања у Бенгазију. Портпарол Општег народног комитета др Муса Ибрахим је навео да је Јуниса убила Ал Каида која је овим потезом жељела по покаже своје присуство и утицај у региону.
Околности под којима је Јунис пробудиле су страх и несигурност у Бенгазију. Хиљаде људи су испратиле ковчег узвикујући да је био мученик. Јунисов син, Ашраф, хистерично је узвикивао: „Желимо да се Муамер врати, желимо зелену заставу назад“. Према неким оцјенама, генерал Јунис никада није уживао потпуно повјерење побуњеника будући да је више од 40 година био блиски пријатељ либијског вође Муамера ел Гадафија.
Старјешине племена Обеиди, из кога потиче Јунис, изјавили су да се Прелазни национални савјет договарао са исламским екстремистима о убиству. Детаљи о истрази говоре да је више његових прстију одсечено, једно око ископано, стомак разрезан и тијело спаљено. Такође, постоје и опречне информације о његовом привођењу. Док побуњенички Прелазни национални савјет тврди да је генерал Јунис прихватио налог о привођењу и добровољно пошао, свједоци догађаја наводе да је ухапшен и одвезен у Бенгази од стране наоружаних група. Припадници племена Обеиди су најавили личну освету уколико се случај не разрјеши.